# Запольное
Запольное — село в Алексеевском районе (городском округе, с 2018) Белгородской области, входит в состав Советского сельского поселения.

## Описание
Расположено в восточной части области, в 36 км к юго-востоку от районного центра, города Алексеевки. 
| 1859 | 1897 | 2002 | 2010 |
| ---- | ---- | ---- | ---- |
| 941  | ↘825 | ↘152 | ↘108 |

Улицы и переулки
| - ул. Юбилейная |

## История
В 1859 году — Бирюченского уезда «хутор владельческий Запольный (Новый) при речке Шелякиной» «по правую сторону большого почтового тракта от г. Бирюча до г. Острогожска» — 114 дворов, 941 житель (500 мужск. и 441 женск. пола).
Упоминается в Памятной книжке Воронежской губернии за 1887 год как "хуторъ Запольный (Новый)" Шелякинской волости Бирюченского уезда. Число жителей обоего пола — 782, число дворов — 116.

## Известные люди
Маковский, Игнат Никандрович, — родился в 1910 г. в селе Запольном, военачальник. В 1932 г. призван в Красную Армию. В 1936 г. окончил Горьковскую бронетанковую школу. Участвовал ввойне с Финляндией. В годы Великой Отечественной войны находился на Ленинградском фронте. Награжден двумя орденами Красного Знамени, двумя орденами Отечественной войны II степени, тремя орденами Красной Звезды, медалями. С 1961 г. — генерал-майор. В течение нескольких лет был военным атташе при посольстве СССР в Австрии, Швеции.